# Абу Умар ас-Сайф
Абу Умар Ас-Сейф (араб. أبو عمر السيف‎) (1970, Аль-Кайсума, Саудовская Аравия — ноябрь 2005, Бабаюрт, Дагестан, Россия) — главный представитель Аль-Каиды на Северном Кавказе, «идеолог» международного терроризма. Принимал непосредственное участие в планировании и подготовке террористических актов, проводил агитационную религиозно-политическую пропаганду.

## Биография
Абу Умар Мухаммад ибн Абдуллах ибн Сайф аль-Джабир Аль Бу’айнайн родился в городе Аль-Кайсума на севере Саудовской Аравии в 1970 году. Прибыл в Северокавказский регион в середине 1990-х годов по прямому указанию Усамы бен Ладена. Занимался организацией террористического подполья в Дагестане, Чечне и Ингушетии, прикрываясь деятельностью международной неправительственной организации «Аль-Харамейн» («Исламский Фонд Двух Святынь»). Получал и распределял поступавшие из-за рубежа финансовые средства на ведение диверсионно-террористической деятельности в России, лично встречался и передавал деньги А. Масхадова, Садулаева, Басаева, Хаттаба и других. Стал представителем «Аль-Каиды» в Чечне после ликвидации в апреле 2004 года Абу аль-Валида (по другим представлениям, преемником Абу аль-Валида явился Абу Хафс аль-Урдани, Абу Умар же явился преемником Абу-Джараха, а после смерти самого Абу Умара его функции взял на себя так же Абу Хафс аль-Урдани). Руководил подготовкой терактов, в результате которых были взорваны жилые дома в Москве и Волгодонске. В последние годы являлся так называемым «председателем комитета шариатских судей ЧРИ».
По заявлению начальника Центра общественных связей ФСБ РФ Сергея Игнатченко в декабре 2003 года: «Координацию и непосредственное руководство по проведению терактов в городах России проводят скрывающиеся в горных районах Чечни международные террористы Абу аль-Валид и Абу Омар Ас-Сейф».
До 2005 года находился на территории Ингушетии, в 2005 году перебрался в Дагестан для переноса диверсионно-террористической деятельности в эту республику. Убит во время боя с федеральными войсками.